# Mouvement de la gauche révolutionnaire - Nouvelle Majorité
Pour les articles homonymes, voir Mouvement de la gauche révolutionnaire.
Le Mouvement de la gauche révolutionnaire - Nouvelle majorité (Movimiento de la Izquierda Revolucionaria - Nueva Mayoría) est un parti politique social-démocrate de Bolivie, membre de l'Internationale socialiste et de la COPPPAL.

## La fondation
Le MIR est fondé en 1971 par la fusion de l'aile gauche du Parti démocrate-chrétien de Bolivie et de l'aile radicale étudiante du Mouvement nationaliste révolutionnaire (MNR), dirigé au début par Jaime Paz Zamora. Le MIR est devenu influent dans le mouvement ouvrier et la politique au début des années 1970, mais est réprimé par le gouvernement de Hugo Banzer un peu plus tard dans les années 1970.

## Début au gouvernement
En 1978, le MIR rejoint l'alliance UDP gauche-centriste de l'ancien président Hernán Siles Zuazo. Après quelques années de règne militaire instable, Siles Zuazo est proclamé président constitutionnel en 1982 sur les résultats des élections de 1980 annulées par le général Luis García Meza. Jaime Paz Zamora du MIR accompagne alors le Dr Siles en tant que vice-président. Durant la grave crise économique qui coïncide avec la venue au pouvoir de l'UDP, Siles devient extrêmement impopulaire. C'est en 1984 que le MIR, dont le vice-président Paz Zamora est à la tête, quitte l'alliance du gouvernement et se place dans l'opposition. Avant les élections de 1985, une faction du parti menée par Antonio Araníbar quitte le parti pour des raisons idéologiques et constitue le parti rival Mouvement Bolivie libre. La faction du MIR restée fidèle à Paz Zamora devient le MIR-Nouvelle Majorité, et embrasse un programme plus modéré qu'auparavant, en se dissociant des dogmes marxistes et de la notion de lutte des classes.

## La prise de pouvoir
Le MIR est redynamisé lorsqu'il devient le plus entendu des opposants aux mesures d'austérité et néolibérales du président succédant Siles, Víctor Paz Estenssoro du MNR. Après les élections de 1989, le MIR atteint enfin la présidence de la Bolivie, bien qu'il finisse troisième dans les votes populaires. Puisqu'aucun parti n'avait obtenu les 50 % de la majorité nécessaire pour être directement élu, le Congrès national est appelé à décider qui devait être le chef de l'exécutif; Paz Zamora obtient l'assentiment grâce à l'alliance improbable du candidat de l'aile droite et de son ancien ennemi, le général Hugo Banzer. Peut être limité dans son pacte de cohabitation au gouvernement avec Banzer, appelé l'«Accord patriotique», avec pour président Jaime Paz Zamora, et en suivant le cap du MNR, de nombreux anciens adhérents sont déçus.

## Le déclin
Aux élections législatives de 2002, le parti remporte 19,8 % des voix et 26 des 130 sièges de la Chambre des députés et 5 des 27 sièges du Sénat. Son candidat à l'élection présidentielle, Jaime Paz Zamora, remporte 16,3 % des voix.
Comme les autres partis traditionnellement dominants de Bolivie (tel que le MNR et l'Action démocratique nationaliste (ADN) de Banzer, le MIR perd du terrain ces dernières années. Un de ses plus importants chefs, Oscar Eid, est même allé en prison pour des liens dans le trafic de drogue, affaiblissant encore plus le parti. En effet, le MIR perd tellement de soutien qu'il choisit de ne pas présenter de candidats à l’élection présidentielle de 2005, mais y soutient plutôt le parti de droite PODEMOS de l'ex-président intérimaire Jorge Quiroga. Il choisit au lieu de concentrer ses efforts dans les batailles locales et régionales. 
Après plusieurs résultats peu probants, plusieurs militants quittent le parti vers d'autres formations politiques et il en résulte que la Cour électorale nationale annule la personnalité juridique du MIR, le 30 août 2006.